# Verran Tanks Conservation Park
Verran Tanks Conservation Park är en park i Australien. Den ligger i delstaten South Australia, omkring 250 kilometer nordväst om delstatshuvudstaden Adelaide. Verran Tanks Conservation Park ligger 170 meter över havet.
Trakten runt Verran Tanks Conservation Park är nära nog obefolkad, med mindre än två invånare per kvadratkilometer.. Närmaste större samhälle är Rudall, omkring 17 kilometer norr om Verran Tanks Conservation Park.
Trakten runt Verran Tanks Conservation Park består till största delen av jordbruksmark. Genomsnittlig årsnederbörd är 454 millimeter. Den regnigaste månaden är juni, med i genomsnitt 90 mm nederbörd, och den torraste är oktober, med 8 mm nederbörd.